# 한국알콜산업
한국알콜산업(Korea Alcohol Industrial Co., Ltd.)은 대한민국의 석유화학 회사다. 화학제품과 주정을 생산, 판매하는 업체로, 본사는 경기도 용인시 기흥구 탑실로 35번길 14에 있다.

## 역사
- 1953년 - (주)한신을 설립
- 1985년 - 정제주정 공장과,
- 1987년 - 무수에탄올 공장을 각각 준공했다.
- 1987년 - 현 명칭을 변경하고.
- 1992년 - 코스닥에 기업을 공개했다.
- 2007년 - 국제에스터로부터 영업을 인수했다.

## 논란
화물연대 조합원 2명이 약 2주간 한국알콜산업 연소탑에서 고공농성을 벌었다.

## 사업장
- 기흥본사 : 경기도 용인시 기흥구 탑실로 35번길 14
- 울산지점/공장 : 울산광역시 남구 상개로 66